# Tercera Ola
La Tercera Ola fue un experimento para demostrar que incluso las sociedades libres y abiertas no son inmunes al atractivo de ideologías autoritarias y dictatoriales, realizado por el profesor de historia Ron Jones en el marco de su estudio sobre la Alemania nazi con alumnos de secundaria, al convencer a sus estudiantes de que el movimiento eliminaría la democracia.
El hecho de que la democracia enfatizara el individualismo se consideró un defecto de la democracia, y Jones hizo hincapié en ello a través de su lema "Fuerza mediante la disciplina, fuerza mediante la comunidad, fuerza a través de la acción, fuerza a través del orgullo".
El experimento se llevó a cabo en la Cubberley High School, un instituto de Palo Alto, California (Estados Unidos), durante la primera semana de abril de 1967. Jones, al no poder explicar a sus alumnos por qué los ciudadanos alemanes, especialmente los no judíos, permitieron que el partido nazi exterminara a millones de judíos y otros llamados "indeseables", decidió mostrárselo. 
Jones escribió que comenzó con cosas simples, como la disciplina en el salón de clases, y que logró convertir a su clase de historia en un grupo con un gran sentido de la causa.
Jones llamó al movimiento "La Tercera Ola", debido a la noción popular de que la tercera de una serie de olas en el mar es siempre la más fuerte. Al parecer, el experimento cobró vida propia, cuando alumnos de toda la escuela se unieron a él.
A pesar de las implicaciones evidentes que este estudio ofrece sobre la maleabilidad mental del ser humano y de tener particular interés para los psicólogos que pudieran desear comprenderlo y prevenirlo, poco se ha hecho conocido sobre el asunto.
En 1981 se realizó un telefilme, The Wave, basado en los sucesos. Todd Strasser, con el pseudónimo Morton Rhue, escribió una novela basada en parte sobre el tema, titulada La ola, que luego fue adaptada libremente al cine por Dennis Gansel en Alemania en 2008. El musical The Wave - The Musical, del año 2000, está basado en el experimento.

## Cronología
Jones escribe que empezó el primer día del experimento (lunes 3 de abril de 1967) con cosas simples, como sentarse apropiadamente, insistiendo hasta que los alumnos fueran capaces de entrar al aula y sentarse correctamente en menos de treinta segundos sin hacer ruido. Luego procedió a ejercer más estrictamente la disciplina, tomando un rol más autoritario, lo cual resultó en una drástica mejora del rendimiento de los alumnos.

Jones finalizó la primera lección con algunas reglas, aún pensando en que sería tan solo un experimento de un solo día. Los alumnos debían estar sentados y atentos hasta la segunda campana y tenían que levantarse para hacer preguntas, las cuales debían estar formuladas en tres palabras o menos, siempre empezando con las palabras “Sr. Jones”.
Para el segundo día había logrado convertir la clase de historia en un grupo con profundo sentido de disciplina y comunidad. Jones nombró al movimiento “La Tercera Ola”, inventó un saludo similar al del nazismo y ordenó a los alumnos a saludarse de esa forma incluso fuera de clase. Todos los alumnos obedecieron la orden.
El experimento tomó vida propia cuando alumnos de toda la escuela se unieron a él: el tercer día la clase había pasado de treinta a cuarenta y tres alumnos. Todos ellos mostraron mejoras académicas y una gran motivación. Todos obtuvieron una tarjeta de miembros, y les fueron asignadas tareas (como diseñar un logo de La Tercera Ola, no permitir que entrase al aula ningún alumno no perteneciente al movimiento, etcétera). Jones les enseñó a sus alumnos cómo iniciar a nuevos miembros, y para el final del día, ya contaba más de doscientos miembros. Jones se vio sorprendido de que algunos de los miembros le reportasen si alguno de los otros no cumplía las reglas del movimiento.
El jueves, cuarto día del experimento, Jones decidió terminar con el descontento popular con el movimiento, puesto que se estaba perdiendo el control del mismo: los alumnos se estaban involucrando demasiado y su disciplina y lealtad con el movimiento era notable. Anunció a los alumnos que La Tercera Ola formaba parte de un movimiento a nivel nacional y que al día siguiente un candidato presidencial del movimiento anunciaría públicamente la existencia del mismo. Jones ordenó que asistieran al día siguiente a una reunión para presenciar el anuncio.
Jones se preocupó por el resultado del ejercicio y lo detuvo al quinto día. En vez del prometido anuncio, les fue presentado un televisor en el que sólo se veía ruido blanco. Tras unos minutos, Jones anunció que habían sido parte de un experimento sobre el fascismo y que todos voluntariamente se habían creado un sentido de superioridad, similar al de la población nazi. Luego pasó una película sobre el régimen nazi para finalizar el experimento.

## Recreaciones
- En 2006 se intentó recrear el experimento en una clase de historia de una escuela media (Middle school) de Florida (Estados Unidos) con niños aún más jóvenes.[7]
- Entre 2013 y 2014 se presentó en el Teatre Lliure de Gracia de Barcelona (España) la obra de teatro L'Onada, de Marc Montserrat Druckker.
- Entre el 30 de enero de 2015 y el 22 de marzo de 2015 se presentó en el teatro Valle-Inclán del Centro Dramático Nacional de Madrid, España, la obra de teatro La Ola, de Marc Montserrat Druckker.